# Gregor Ritzsch
Gregor Ritzsch (* 1584 in Skytal, Böhmen; † 15. April 1643 in Leipzig) war ein Buchdrucker und evangelischer Kirchenliederdichter der Barockzeit.

## Leben
Ritzsch kam 1600 als 16-jährige Vollwaise zu seinem Onkel, dem Leipziger Buchdruckereibesitzer Michael Lantzenberger, in die Lehre, ging dann auf die Wanderschaft, kehrte 1610 zurück, um eine Leipzigerin zu heiraten und 1612 die Druckerei zu übernehmen. Unter seiner Leitung entwickelte sie sich zu einer der größten Leipzigs und brachte ihn zu Vermögen und Ansehen.  Haupteinkommensquelle war die Produktion einer beträchtlichen Zahl der damals modischen Leichenpredigten, die jeweils mit einem Anhang von Trauergedichten, den sogenannten Epicedien, versehen wurden.
Gregor Ritzsch war der Verfasser zahlreicher Kirchenlieder von tiefer Frömmigkeit, auch Herausgeber ganzer Gesangbücher. Seine Lyrik zeugt von den Ereignissen des Dreißigjährigen Krieges, in die Leipzig durch die Schlacht bei Breitenfeld (1631) und nochmals durch die Schlacht bei Lützen (1632) unmittelbar verwickelt wurde. Während der Kampfhandlungen, bei denen der Schwedenkönig Gustav Adolf sein Leben einbüßte, wurde auch Ritzschs vor den Stadtmauern gelegene Druckerei in Mitleidenschaft gezogen. Sein Lied Ich hab’ den Schweden mit Augen geseh[e]n, er tut mir wohl gefallen wurde von Clemens Brentano in Des Knaben Wunderhorn aufgenommen. Zur Wiedereröffnung der Druckerei 1633 präsentierte Paul Fleming eine umfangreiche Alexandrinerdichtung.
Die hohe Wertschätzung des Nestors der deutschen Buchdrucker zeigte sich, als Ritzsch 1640 zur zweihundertsten Wiederkehr der Erfindung der Buchdruckerkunst eine Festschrift veröffentlichte, weltweit die erste ihrer Art. Aus allen Teilen Deutschlands beteiligten sich Dichter mit poetischen Beiträgen, darunter Christian Brehme, Christian Gueintz, Johannes Heermann, Martin Rinckart und Wolfhart Spangenberg.
Nach Ritzschs Tod 1643 wurde die Druckerei von seinem ebenfalls dichterisch begabten Sohn Timotheus Ritzsch übernommen, der die erste Tageszeitung der Welt herausgab. Sein Enkel war der Dichter David Elias Heidenreich.

## Werke (Auswahl)
- Der Armen Seufftzen. Uber der Ungerechtigkeit So uberhand nimpt diese Zeit Durch ubermachtes Müntzn und Wippn Die d' Armen ins verderben kippn. Gestellt zu Nutz dem Vaterland Durch einem der Gregor Ritzsch genandt. Oßwald, Leipzig 1621. (Digitalisat)
- Ein güldener Zeiger oder Hertzkleinod. Darinnen die fürnembsten Reime und Kernsprüche aller Evangelien durchs gantze Jahr. Dabey allewege ein Psalm, ein Gebet aus dem Habermann beneben dem gewöhnlichen Gesang verzeichnet. Für Gottfürchtige Christen und die anfahende Jugend nützlich zu gebrauchen. Ritsch, Leipzig 1625.
- (Hrsg.) Geistliche Lieder ... von ... Martino Luthero und andern geistreichen Männern. Leipzig 1627.
- Passion Spiegel vom Leyden Jesu Christi. Ritsch, Leipzig 1628.
- Das gewitzigte Leipzig Mit seinen reiffen Uhrsachen zur Busse. Ritsch, Leipzig 1631. (Digitalisat)
- Das bedrängte Leipzig. Mit seinen Seufftzen und Hoffen Auff Gottes gnädige Hülffe. Ritsch, Leipzig 1631. (Digitalisat)
- Das wieder erquickte und fröliche Leipzig. Nach ihrer Feinde Abzug. Ritsch, Leipzig 1631. (Digitalisat)
- Magdeburgisch Klaglied. Von der elenden Zustörung/ so den 10. Maij des 1631. Jahrs mit ihr ist fürgangen. Vns zur Warnung nach Anleitung der KlagLieder Jeremiae. Ritsch, Leipzig 1631. (Digitalisat)
- Warhaffter Und Außführlicher Bericht. Was sich zu Ende des 1636 Jahrs biß auff den Martium dieses 1637 Jahrs vor in und nach der Belägerung der Stadt Leipzig begeben und zugetragen. Ritsch, Leipzig 1837. (Digitalisat)
- Jubilaeum Typographorum oder zweyhundertjähriges Buchdrucker-Jubelfest. Leipzig 1640. (Digitalisat)
- Geistlicher Myrrenpüschel, Sampt allerley edlen Trostlilien vnd Lebensfrüchten, beyde heurige vnd fernige. Ritsch, Leipzig 1642. (Digitalisat)